# Grand Prix automobile du Canada 2017
GP précédent GP suivant
Le Grand Prix automobile du Canada 2017 (Formula 1 Grand Prix du Canada 2017), disputé le 11 juin 2017 sur le circuit Gilles-Villeneuve, est la 963e épreuve du championnat du monde de Formule 1 courue depuis 1950. Il s'agit de la quarante-huitième édition du Grand Prix du Canada comptant pour le championnat du monde de Formule 1, la trente-huitième disputée sur le circuit temporaire de l'Île Notre-Dame de Montréal, du cinquantenaire de cette épreuve inscrite au calendrier en 1967, et de la septième manche du championnat 2017.
Lors de la troisième phase des qualifications, Lewis Hamilton et Sebastian Vettel se battent à coups de millièmes de secondes pour la pole position ; le triple champion du monde britannique a le dernier mot à l'issue d'un tour effectué à la limite. Il part en tête pour la quatrième fois cette saison et pour la soixante-cinquième fois de sa carrière, égalant Ayrton Senna, à trois pole positions du record de Michael Schumacher. Vettel est sur la première ligne pour la septième fois en sept épreuves disputées cette année. Leurs coéquipiers chez Mercedes et Ferrari partent en deuxième ligne, Valtteri Bottas devant Kimi Räikkönen, alors que la troisième ligne est occupée par Max Verstappen et Daniel Ricciardo, les deux pilotes Red Bull Racing.
Dix ans après ses premières pole position et victoire sur le même circuit, Lewis Hamilton réalise le quatrième grand chelem de sa carrière en menant la course de bout en bout sans jamais être inquiété et en réalisant le meilleur tour en course dans sa soixante-quatrième boucle. Il s'impose pour la sixième fois à Montréal, pour la troisième fois de la saison et pour la cinquante-sixième fois de sa carrière. Son coéquipier Valtteri Bottas termine deuxième à près de vingt secondes pour un trente-septième doublé de Mercedes Grand Prix. Auteur d'un mauvais envol et pris dans une bousculade au premier virage, Sebastian Vettel perd deux places d'entrée et un bout d'aileron avant à la suite d'un contact avec Max Verstappen. Le Batave, deuxième durant les dix premiers tours avant un abandon sur panne électrique, laisse dès lors le champ libre à Bottas qui effectue une course solitaire, à distance de son leader. Vettel, contraint de passer au stand pour changer son museau, repart dernier et entame sa remontée. Ses multiples dépassements lui valent de finir quatrième, dans les échappements de Daniel Ricciardo, troisième à 35 secondes du vainqueur, et d'être élu pilote du jour. Sa série de premières et deuxièmes places depuis le début de saison s'arrête toutefois au bord du fleuve Saint-Laurent. Les dernières victimes de Vettel en vue de l'arrivée sont les pilotes Force India, Sergio Pérez et Esteban Ocon qui se classent cinquième et sixième. Affecté par des problèmes de freins, Kimi Räikkönen rétrograde à la septième place et devance Nico Hülkenberg. Lance Stroll, parti dix-septième sur la grille, franchit la ligne d'arrivée au neuvième rang et marque ses premiers points dans la discipline. Romain Grosjean, touché au 3e virage par Carlos Sainz Jr. qui est ensuite parti en toupie et a percuté Felipe Massa, provoquant un double abandon et la sortie de la voiture de sécurité dès le premier tour, inscrit le dernier point en jeu.
Avec 129 points, Lewis Hamilton reprend treize points à Sebastian Vettel, qui conserve la tête du championnat avec 141 points ; suivent Bottas (93 points), Räikkönen (73 points), Ricciardo (67 points) et Verstappen (resté à 45 points). Mercedes, avec 222 points, reprend la tête du championnat à Ferrari (214 points) qui devance Red Bull Racing (112 points) ; suivent Force India (71 points), Scuderia Toro Rosso (29 points), Williams (22 points), Renault (18 points), Haas (15 points) et Sauber (4 points).

### Grille de départ

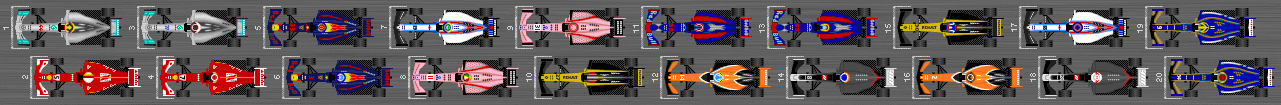
La grille de qualification et de départ du Grand Prix du Canada 2017.

## Pneus disponibles
| Pneus pour piste sèche | Pneus pour piste sèche | Pneus pour piste sèche | Pneus pluie    | Pneus pluie |
| ---------------------- | ---------------------- | ---------------------- | -------------- | ----------- |
| Ultra tendres          | Super tendres          | Tendres                | Intermédiaires | Pluie       |

## Essais libres

### Première séance, le vendredi de 10 h à 11 h 30

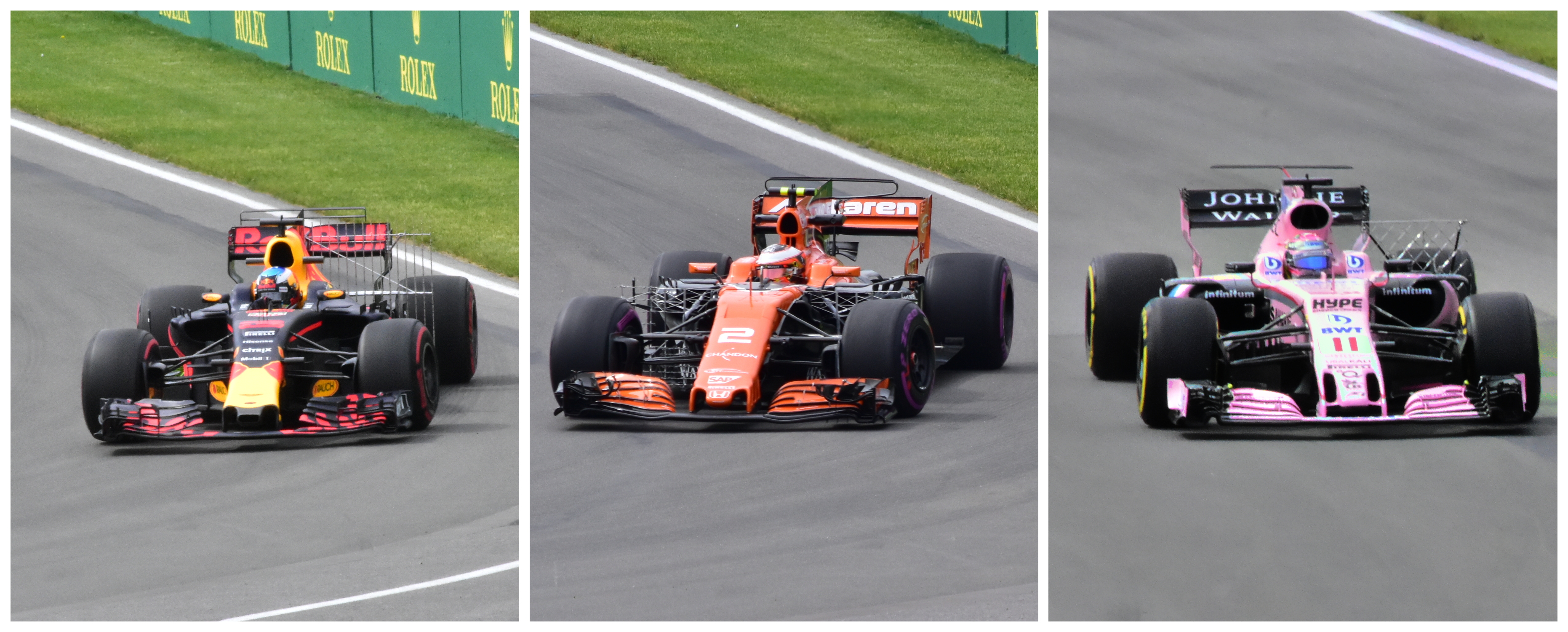
Tests aérodynamiques durant les premiers essais libres.

| Pos. | Pilote           | Voiture              | Chrono         | Écart     |
| ---- | ---------------- | -------------------- | -------------- | --------- |
| 1    | Lewis Hamilton   | Mercedes             | 1 min 13 s 809 |           |
| 2    | Sebastian Vettel | Ferrari              | 1 min 14 s 007 | + 0 s 198 |
| 3    | Valtteri Bottas  | Mercedes             | 1 min 14 s 046 | + 0 s 237 |
| 4    | Kimi Räikkönen   | Ferrari              | 1 min 14 s 230 | + 0 s 421 |
| 5    | Sergio Pérez     | Force India-Mercedes | 1 min 14 s 578 | + 0 s 769 |
| 6    | Esteban Ocon     | Force India-Mercedes | 1 min 14 s 785 | + 0 s 976 |

### Deuxième séance, le vendredi de 14 h à 15 h 30

Divers blocages de roues au freinage durant les essais libres.

| Pos. | Pilote           | Voiture            | Chrono         | Écart     |
| ---- | ---------------- | ------------------ | -------------- | --------- |
| 1    | Kimi Räikkönen   | Ferrari            | 1 min 12 s 935 |           |
| 2    | Lewis Hamilton   | Mercedes           | 1 min 13 s 150 | + 0 s 215 |
| 3    | Sebastian Vettel | Ferrari            | 1 min 13 s 200 | + 0 s 265 |
| 4    | Valtteri Bottas  | Mercedes           | 1 min 13 s 310 | + 0 s 375 |
| 5    | Max Verstappen   | Red Bull-TAG Heuer | 1 min 13 s 388 | + 0 s 453 |
| 6    | Felipe Massa     | Williams-Mercedes  | 1 min 14 s 063 | + 1 s 128 |

### Troisième séance, le samedi de 10 h à 11 h

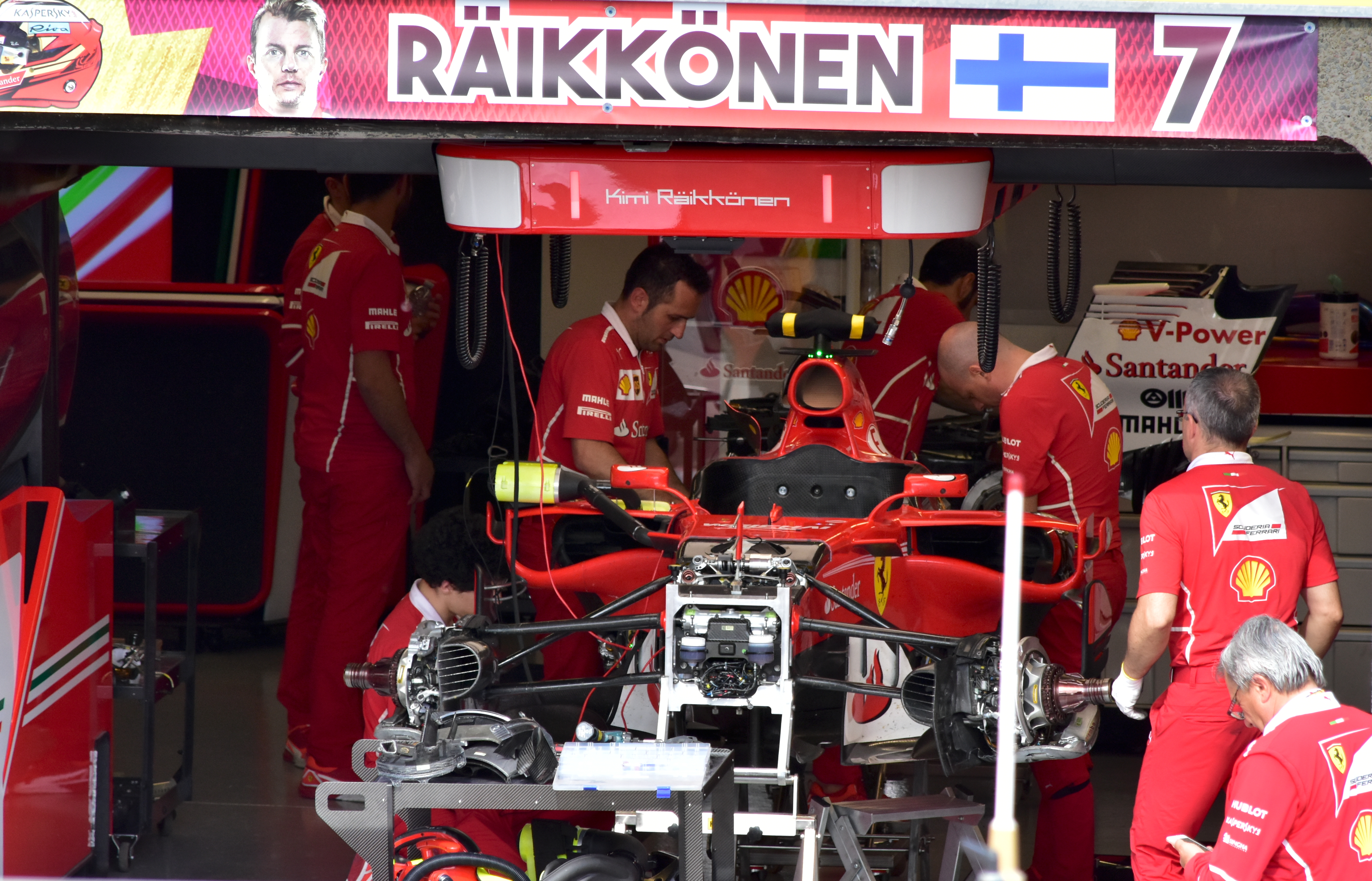
Les mécaniciens au travail sur la monoplace de Räikkönen.

| Pos. | Pilote           | Voiture            | Chrono         | Écart     |
| ---- | ---------------- | ------------------ | -------------- | --------- |
| 1    | Sebastian Vettel | Ferrari            | 1 min 12 s 572 |           |
| 2    | Kimi Räikkönen   | Ferrari            | 1 min 12 s 864 | + 0 s 292 |
| 3    | Lewis Hamilton   | Mercedes           | 1 min 12 s 926 | + 0 s 354 |
| 4    | Max Verstappen   | Red Bull-TAG Heuer | 1 min 12 s 965 | + 0 s 393 |
| 5    | Valtteri Bottas  | Mercedes           | 1 min 13 s 210 | + 0 s 638 |
| 6    | Nico Hülkenberg  | Renault            | 1 min 13 s 493 | + 0 s 921 |

## Séance de qualifications

### Résultats des qualifications
| Pos.                                                                                      | Pilote            | Écurie               | Qualifications 1 | Qualifications 2 | Qualifications 3 |
| ----------------------------------------------------------------------------------------- | ----------------- | -------------------- | ---------------- | ---------------- | ---------------- |
| 1                                                                                         | Lewis Hamilton    | Mercedes             | 1 min 12 s 692   | 1 min 12 s 496   | 1 min 11 s 459   |
| 2                                                                                         | Sebastian Vettel  | Ferrari              | 1 min 13 s 046   | 1 min 12 s 749   | 1 min 11 s 789   |
| 3                                                                                         | Valtteri Bottas   | Mercedes             | 1 min 12 s 685   | 1 min 12 s 563   | 1 min 12 s 177   |
| 4                                                                                         | Kimi Räikkönen    | Ferrari              | 1 min 13 s 548   | 1 min 12 s 580   | 1 min 12 s 252   |
| 5                                                                                         | Max Verstappen    | Red Bull-TAG Heuer   | 1 min 13 s 177   | 1 min 12 s 751   | 1 min 12 s 403   |
| 6                                                                                         | Daniel Ricciardo  | Red Bull-TAG Heuer   | 1 min 13 s 543   | 1 min 12 s 810   | 1 min 12 s 557   |
| 7                                                                                         | Felipe Massa      | Williams-Mercedes    | 1 min 13 s 435   | 1 min 13 s 012   | 1 min 12 s 858   |
| 8                                                                                         | Sergio Pérez      | Force India-Mercedes | 1 min 13 s 470   | 1 min 13 s 262   | 1 min 13 s 018   |
| 9                                                                                         | Esteban Ocon      | Force India-Mercedes | 1 min 13 s 520   | 1 min 13 s 320   | 1 min 13 s 135   |
| 10                                                                                        | Nico Hülkenberg   | Renault              | 1 min 13 s 804   | 1 min 13 s 230   | 1 min 13 s 271   |
| 11                                                                                        | Daniil Kvyat      | Toro Rosso-Renault   | 1 min 13 s 802   | 1 min 13 s 690   |                  |
| 12                                                                                        | Fernando Alonso   | McLaren-Honda        | 1 min 13 s 669   | 1 min 13 s 693   |                  |
| 13                                                                                        | Carlos Sainz Jr.  | Toro Rosso-Renault   | 1 min 14 s 051   | 1 min 13 s 756   |                  |
| 14                                                                                        | Romain Grosjean   | Haas-Ferrari         | 1 min 13 s 780   | 1 min 13 s 839   |                  |
| 15                                                                                        | Jolyon Palmer     | Renault              | 1 min 13 s 990   | 1 min 14 s 293   |                  |
| 16                                                                                        | Stoffel Vandoorne | McLaren-Honda        | 1 min 14 s 182   |                  |                  |
| 17                                                                                        | Lance Stroll      | Williams-Mercedes    | 1 min 14 s 209   |                  |                  |
| 18                                                                                        | Kevin Magnussen   | Haas-Ferrari         | 1 min 14 s 318   |                  |                  |
| 19                                                                                        | Marcus Ericsson   | Sauber-Ferrari       | 1 min 14 s 495   |                  |                  |
| 20                                                                                        | Pascal Wehrlein   | Sauber-Ferrari       | 1 min 14 s 810   |                  |                  |
| Temps minimal à réaliser pour la qualification : 1 min 17 s 772 (107 % de 1 min 12 s 685) |                   |                      |                  |                  |                  |

## Course

### Classement de la course
| Pos. | no | Pilote            | Écurie               | Tours | Temps/Abandon                      | Grille  | Points |
| ---- | -- | ----------------- | -------------------- | ----- | ---------------------------------- | ------- | ------ |
| 1    | 44 | Lewis Hamilton    | Mercedes             | 70    | 1 h 33 min 05 s 154 (196,767 km/h) | 1       | 25     |
| 2    | 77 | Valtteri Bottas   | Mercedes             | 70    | + 19 s 783                         | 3       | 18     |
| 3    | 3  | Daniel Ricciardo  | Red Bull-TAG Heuer   | 70    | + 35 s 297                         | 6       | 15     |
| 4    | 5  | Sebastian Vettel  | Ferrari              | 70    | + 35 s 907                         | 2       | 12     |
| 5    | 11 | Sergio Pérez      | Force India-Mercedes | 70    | + 40 s 476                         | 8       | 10     |
| 6    | 31 | Esteban Ocon      | Force India-Mercedes | 70    | + 40 s 716                         | 9       | 8      |
| 7    | 7  | Kimi Räikkönen    | Ferrari              | 70    | + 58 s 632                         | 4       | 6      |
| 8    | 27 | Nico Hülkenberg   | Renault              | 70    | + 1 min 00 s 374                   | 10      | 4      |
| 9    | 18 | Lance Stroll      | Williams-Mercedes    | 69    | + 1 tour                           | 17      | 2      |
| 10   | 8  | Romain Grosjean   | Haas-Ferrari         | 69    | + 1 tour                           | 14      | 1      |
| 11   | 30 | Jolyon Palmer     | Renault              | 69    | + 1 tour                           | 15      |        |
| 12   | 20 | Kevin Magnussen   | Haas-Ferrari         | 69    | + 1 tour                           | 18      |        |
| 13   | 9  | Marcus Ericsson   | Sauber-Ferrari       | 69    | + 1 tour                           | 19      |        |
| 14   | 2  | Stoffel Vandoorne | McLaren-Honda        | 69    | + 1 tour                           | 16      |        |
| 15   | 94 | Pascal Wehrlein   | Sauber-Ferrari       | 68    | + 2 tours                          | Pitlane |        |
| 16   | 14 | Fernando Alonso   | McLaren-Honda        | 66    | Moteur                             | 12      |        |
| Abd. | 26 | Daniil Kvyat      | Toro Rosso-Renault   | 55    | Vibrations                         | 11      |        |
| Abd. | 33 | Max Verstappen    | Red Bull-TAG Heuer   | 10    | Électricité                        | 5       |        |
| Abd. | 19 | Felipe Massa      | Williams-Mercedes    | 0     | Accrochage                         | 7       |        |
| Abd. | 55 | Carlos Sainz Jr.  | Toro Rosso-Renault   | 0     | Accrochage                         | 13      |        |

### Pole position et record du tour
- Pole position :  Lewis Hamilton (Mercedes) en 1 min 11 s 459 (219,701 km/h)[6].
- Meilleur tour en course :  Lewis Hamilton (Mercedes) en 1 min 14 s 551 (210,589 km/h) au soixante-quatrième tour[7].

### Tours en tête
- Lewis Hamilton : 70 tours (1-70)[8].

## Classements généraux à l'issue de la course
| Pos. | Pilote           | Écurie               | Points |
| ---- | ---------------- | -------------------- | ------ |
| 1    | Sebastian Vettel | Ferrari              | 141    |
| 2    | Lewis Hamilton   | Mercedes             | 129    |
| 3    | Valtteri Bottas  | Mercedes             | 93     |
| 4    | Kimi Räikkönen   | Ferrari              | 73     |
| 5    | Daniel Ricciardo | Red Bull-TAG Heuer   | 67     |
| 6    | Max Verstappen   | Red Bull-TAG Heuer   | 45     |
| 7    | Sergio Pérez     | Force India-Mercedes | 44     |
| 8    | Esteban Ocon     | Force India-Mercedes | 27     |
| 9    | Carlos Sainz Jr. | Toro Rosso-Renault   | 25     |
| 10   | Felipe Massa     | Williams-Mercedes    | 20     |
| 11   | Nico Hülkenberg  | Renault              | 18     |
| 12   | Romain Grosjean  | Haas-Ferrari         | 10     |
| 13   | Kevin Magnussen  | Haas-Ferrari         | 5      |
| 14   | Pascal Wehrlein  | Sauber-Ferrari       | 4      |
| 15   | Daniil Kvyat     | Toro Rosso-Renault   | 4      |
| 16   | Lance Stroll     | Williams-Mercedes    | 2      |

| Pos. | Écurie               | Points |
| ---- | -------------------- | ------ |
| 1    | Mercedes             | 222    |
| 2    | Ferrari              | 214    |
| 3    | Red Bull-TAG Heuer   | 112    |
| 4    | Force India-Mercedes | 71     |
| 5    | Toro Rosso-Renault   | 29     |
| 6    | Williams-Mercedes    | 22     |
| 7    | Renault              | 18     |
| 8    | Haas-Ferrari         | 15     |
| 9    | Sauber-Ferrari       | 4      |

## Statistiques

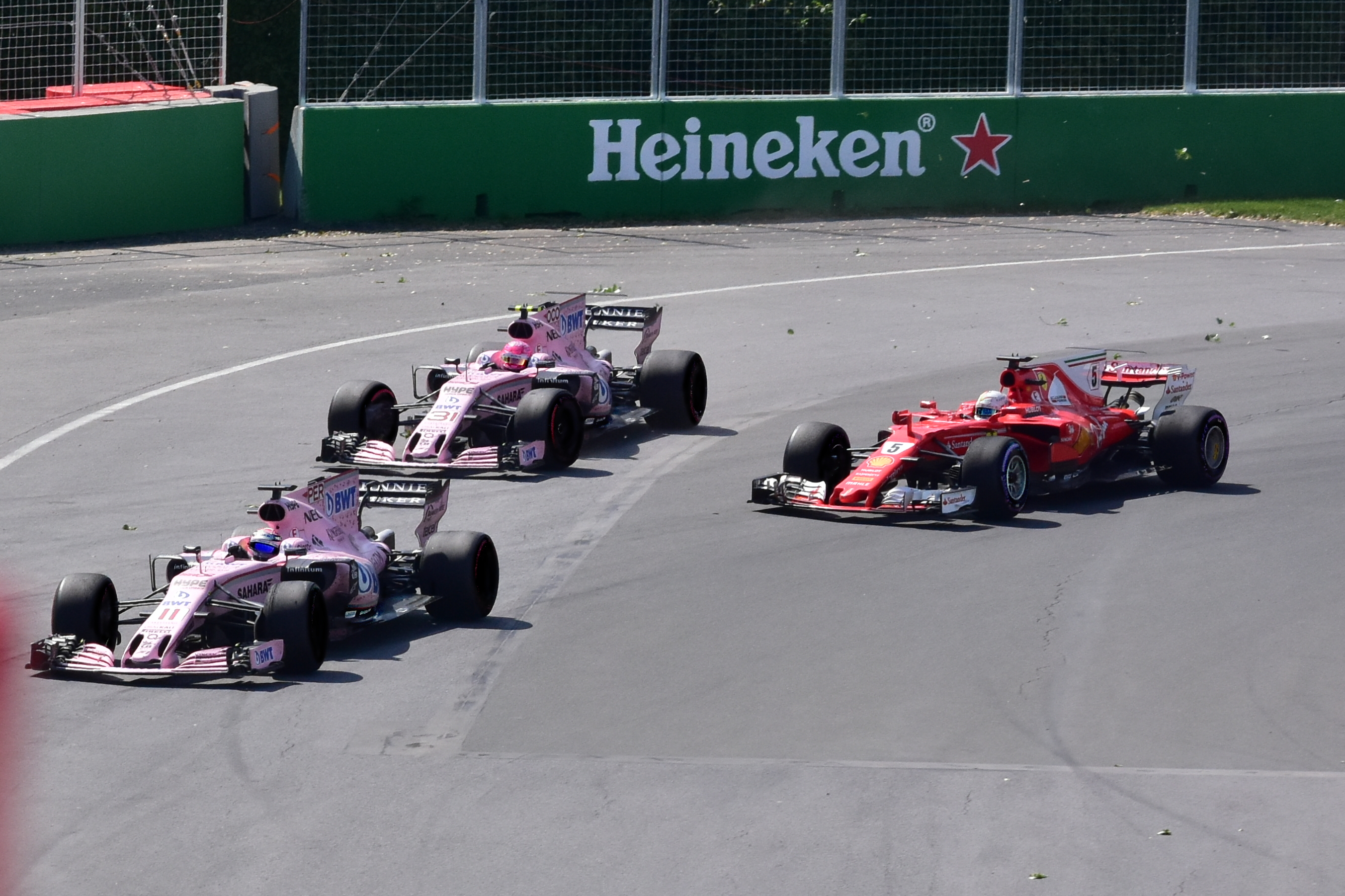
Sebastian Vettel dépasse Esteban Ocon.

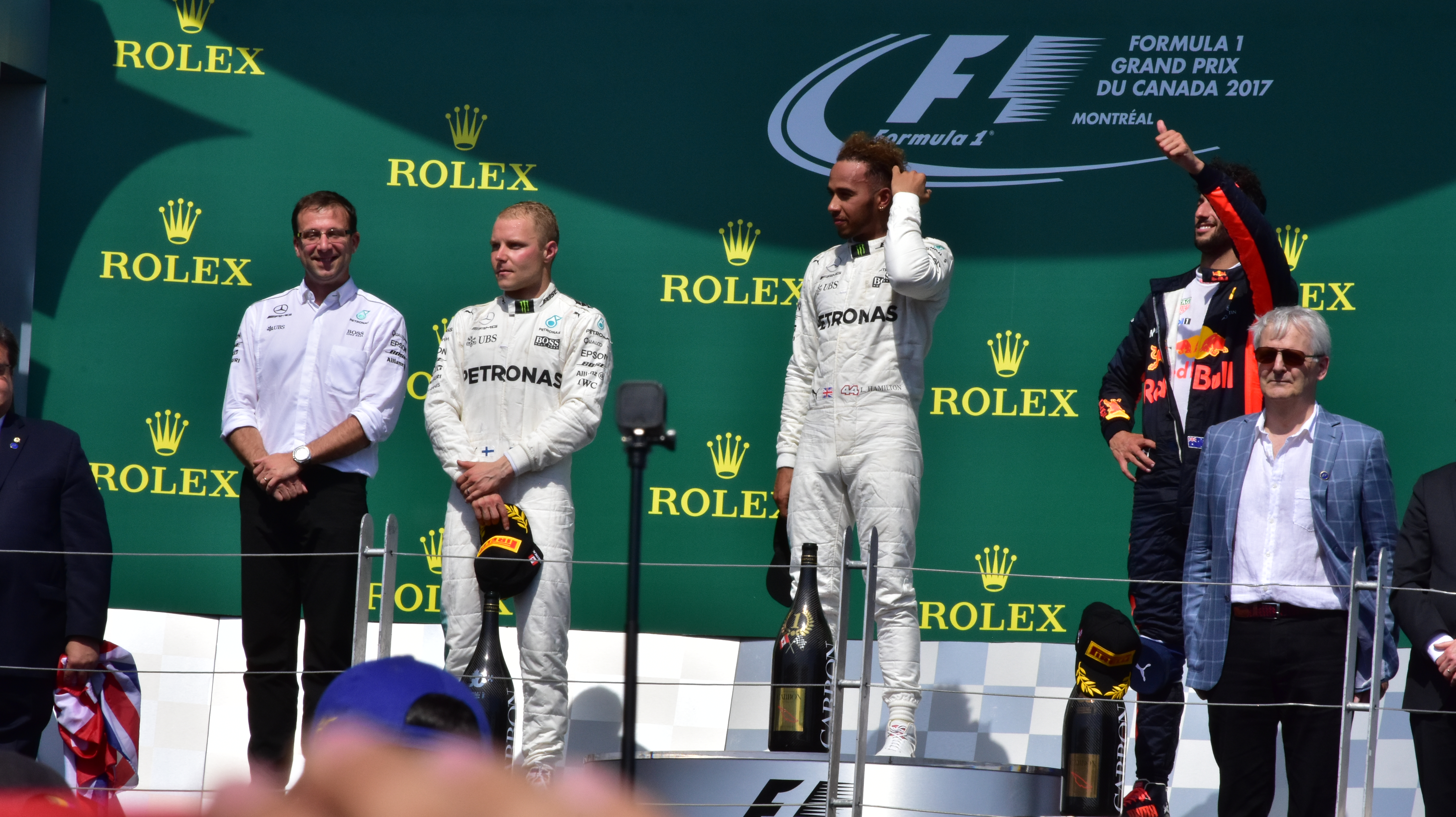
Le podium du Grand Prix.

Le Grand Prix du Canada 2017 représente :
- la 65e pole position de Lewis Hamilton, qui égale Ayrton Senna, à trois unités du record de Michael Schumacher[11],[12] ;
- la 56e victoire de sa carrière pour Lewis Hamilton[13] ;
- le 13e hat-trick de sa carrière pour Lewis Hamilton[14] ;
- le 4e chelem de sa carrière pour Lewis Hamilton[15] ;
- la 68e victoire de Mercedes en tant que constructeur[16] ;
- le 37e doublé de Mercedes en tant que constructeur[17] ;
- la 154e victoire de Mercedes en tant que motoriste[18] ;
- les 1ers points de sa carrière pour Lance Stroll[19].

Au cours de ce Grand Prix :
- Après sa pole position, Lewis Hamilton brandit, face à la foule des tribunes du deuxième virage du circuit, sous un tonnerre d'applaudissements, une réplique d'un casque de 1987 d'Ayrton Senna offert par la famille du champion défunt. La famille déclare qu'elle lui offrira prochainement un véritable casque employé par Senna lors d'événements promotionnels (photos et apparitions marketing) durant la saison 1987. Ce casque, propriété de la famille Senna depuis 1994, était utilisé lors d'événements spéciaux et à l'occasion d'expositions organisées par l'Institut Ayrton Senna[20],[21],[22],[23] ;
- Sebastian Vettel est élu « Pilote du jour » lors d'un vote organisé sur le site officiel de la Formule 1[24] ;
- Derek Daly (64 engagements, 49 départs en Grands Prix entre 1978 et 1982 pour 45 points inscrits) a été nommé par la FIA conseiller pour aider dans leurs jugements le groupe des commissaires de course[25].